# Rudolf Utermöhlen
Rudolf Utermöhlen (* 21. Dezember 1906 in Prezelle; † 6. Dezember 1982 in Hannover) war ein deutscher lutherischer Theologe und Musikwissenschaftler.

## Leben
Utermöhlen, Sohn eines Pastors, besuchte das Humanistische Gymnasium in Stade und von 1920 bis 1925 das Johanneum in Lüneburg, ehe er 1925 das Studium der Theologie in Tübingen aufnahm. Zu Fortsetzung seiner Studien wechselte er später nach Berlin und Göttingen. 1929/30 absolvierte er auch eine musikwissenschaftliche und kirchenmusikalische Ausbildung an der Musikhochschule in Leipzig. Unter anderem war er hier Orgelschüler des Thomaskantors Karl Straube. Im März 1929 bestand er das erste und, nach dem Besuch des Predigerseminars auf der Erichsburg, im März 1932 das zweite theologische Examen.
Am 21. April 1932 wurde Utermöhlen in Bardowick ordiniert. Seine erste Pfarrstelle trat er 1932 als Hilfspfarrer in Hamburg-Wilstorf an. Am 1. Juli 1933 wurde er Pastor in Elliehausen. 1935 trat er als nebenamtlicher Hilfsarbeiter in das Landeskirchenamtes Hannover der hannoverschen Landeskirche ein und wurde in Stellvertretung für den in den Reichskirchenausschuss berufenen Oberlandeskirchenrat Christhard Mahrenholz vor allem mit kirchenmusikalischen Aufgaben betraut. Zu seiner Arbeit gehörte die Neuorganisation der kirchenmusikalischen Arbeit und Ausbildung und der Ausbau der Orgeldenkmalpflege. Später war er auch an den Vorarbeiten für das Evangelische Kirchengesangbuch und der Schaffung des Choralbuchs dazu beteiligt. Während des Zweiten Weltkrieges führte er die Bestandsaufnahme der Kirchenglocken durch. 1939/40 und 1942 bis 1945 leistete er selbst Militärdienst. Nach der Rückkehr aus der Kriegsgefangenschaft war er zunächst wieder Pastor in Elliehausen, 1949 wechselte er als Pfarrer der Landeskirche und Landeskirchenmusikwart ganz zur kirchlichen Verwaltung. Seinen Dienstsitz hatte er in Göttingen.
Utermöhlen gehörte zu den Gründern der Kirchenmusikschule und übernahm den Vorsitz des Kuratoriums. Er vertrat die hannoversche Landeskirche in der Lutherischen Liturgischen Konferenz Deutschlands und im ökumenischen Glockenberatungsausschuss. 1959 wurde er zum Oberlandeskirchenrat ernannt. Ende 1971 trat er in den Ruhestand.

## Schriften
- Der liturgische Gebrauch des Liedes. Hannover 1950
- Die Orgel zu St. Johannis in Lüneburg. Lüneburg 1952
- Gedanken zum gegenwärtigen Orgelbau. Dargestellt am Beispiel der neuen Orgel der Johanneskirche zu Düsseldorf. Düsseldorf 1954
- Liturgische Orgelsätze zur Agende für evangelisch-lutherische Kirchen und Gemeinden. Kassel 1956
- Choralbuch zum Evangelischen Kirchengesangbuch (als Hrsg., mit Christhard Mahrenholz). Kassel 1960
- Liturgische Orgelsätze zur Agende für evang.-luth. Kirchen und Gemeinden. Kassel 1980